# Booster Bike
Booster Bike sont des montagnes russes de motos lancées du parc Toverland, situé à Sevenum, aux Pays-Bas. Elles ont ouvert le 27 juillet 2004 et ont été construites par Vekoma. Ce sont les premières montagnes russes de ce type au monde.

## Design et construction
En 2003, Vekoma a présenté le Motorbike Coaster au salon de l'IAAPA. La réception a été bonne, et Vekoma a reçu le prix "Best Idea Euro Amusement Show 2004 – Paris" (meilleure idée) à l'Euro Amusement Show de Paris. La plus grande différence avec les montagnes russes assises normales est la position du passager. Il est penché en avant, comme sur une vraie moto. Une protection maintient le dos et les jambes.

## Parcours

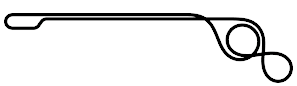
Parcours de Booster Bike.

Booster Bike sont des montagnes russes aller & retour caractérisées par une longue voie de lancement. Le parcours commence par une courbe en S. Ensuite, le train est arrêté. Il est accéléré de 0 à 75 km/h en 3 secondes et fait une bosse allongée suivie d'un virage à droite et du fer à cheval. Ensuite, il y a le looping horizontal et un virage à gauche. La dernière partie est composée de deux bosses suivies des freins finaux.

## Montagnes russes similaires
Après Booster Bike, Vekoma a construit trois autres montagnes russes de motos. Un clone de Booster Bike a été construit à Chimelong Paradise, en Chine et des modèles personnalisés ont été construits à Flamingo Land, au Royaume-Uni et à Happy World, en Chine.

## Train
Le train de Booster Bike est constitué de huit plateformes comportant chacune deux motos, pour un total de seize passagers par train.